# Kateryna Tabashnyk
Kateryna Tabashnyk (en ucraniano: Катерина Табашник, 15 de junio de 1994) es una deportista ucraniana que compite en atletismo.
Ganó una medalla de bronce en el Campeonato Europeo de Atletismo en Pista Cubierta de 2023, en la prueba de salto de altura. Anteriormente, en abril de 2019, dio positivo por hidroclorotiazida en un control antidopaje y fue sancionada con un período de dos años de suspensión.

## Palmarés internacional
| Campeonato Europeo en Pista Cubierta | Campeonato Europeo en Pista Cubierta | Campeonato Europeo en Pista Cubierta | Campeonato Europeo en Pista Cubierta |
| Año                                  | Lugar                                | Medalla                              | Prueba                               |
| ------------------------------------ | ------------------------------------ | ------------------------------------ | ------------------------------------ |
| 2023                                 | Estambul (Turquía)                   | Medalla de bronce                    | Salto de altura                      |